# Hans Martínez
Hans Alexis Martínez Cabrera (* 4. Januar 1987 in Santiago de Chile) ist ein ehemaliger chilenischer Fußballspieler. Der Innenverteidiger absolvierte elf Länderspiele für sein Heimatland.

## Karriere

### Verein
Hans Martínez startete seine Karriere bei CD Universidad Católica und lief in der Apertura 2007 erstmals in mehreren Spielen als Verteidiger für den Verein auf. Zwei Jahre später stieg er mit 25 Einsätzen in der chilenischen Meisterschaft zum Stammspieler auf. Sein bisher größter Erfolg auf Vereinsebene war der zweite Rang in der Apertura 2007. Im Jahr 2010 gewann er mit seiner Mannschaft die chilenische Meisterschaft. Anfang 2014 wechselte er zu UD Almería nach Spanien. Dort konnte er sich nicht durchsetzen und kam nur einmal zum Einsatz. Mitte 2014 kehrte er nach Chile zurück und schloss sich CD O’Higgins an. Zuletzt spielte er 2020/21 in der dritten chilenischen Liga.

### Nationalmannschaft
Martínez spielte mit der chilenischen U-20 Nationalmannschaft bei der Junioren-Fußballweltmeisterschaft 2007 in Kanada und wurde mit Chile dritter. Im Spiel um Platz 3 wurde Österreich 1:0 besiegt, den Siegtreffer erzielte er noch in der ersten Halbzeit.
Für die Chilenische Fußballnationalmannschaft lief er zwischen 2008 und 2010 in elf Länderspielen auf. Martínez spielte auch im Qualifikationsspiel zur Weltmeisterschaft 2010 am 15. Oktober 2008 gegen Argentinien, der Chilene Fabián Orellana schoss das Tor des Tages zum 1:0-Endstand.

## Erfolge
Universidad Católica
- Chilenischer Meister: 2010
- Chilenischer Pokalsieger: 2011